# Eclipse lunar de febrero de 2009
| Previo                                                                                                | Eclipse \| Eclipse total \| Saros |
| Posterior                                                                                             | Eclipse \| Eclipse total \|Saros  |
| La Luna pasando de derecha a izquierda a través del sur de la sombra penumbral de la Tierra.          |                                   |
| N.º de Saros                                                                                          | 143 (17 de 82)                    |
| Duración (h:min:s)                                                                                    |                                   |
| Penumbra                                                                                              | 01:02:50                          |
| Contactos                                                                                             |                                   |
| P1 | 12:36:50 UTC                      |
| Mayor                                                                                                 | 14:38:17 UTC                      |
| P4 | 16:39:39 UTC                      |
| Representación del movimiento de la Luna de oeste a este en la constelación de Leo, durante 24 horas. |                                   |

El eclipse lunar penumbral tuvo lugar el 9 de febrero de 2009. Fue el primero de los cuatro eclipses lunares de ese año y fue el más notable de los tres eclipses penumbrales.

## Visualización
El eclipse no fue visible desde la parte sur de Centroamérica, Sudamérica y las regiones occidentales de Europa y África. La mejor visibilidad se observó desde Asia, Oceanía Y toda la región del Pacífico. El punto de mayor visibilidad se ubica unos pocos cientos de kilómetros al este de las Marianas.

### Mapa
El siguiente mapa muestra las regiones desde las cuales fue visible el eclipse. En gris, las zonas que no presenciaron el eclipse; en blanco, las que si lo hicieron; y en celeste, las regiones que observaron el eclipse durante la salida o puesta de la luna.

### Perspectiva de la Luna
Desde nuestro satélite natural, este fenómeno se vio, lógicamente, como un eclipse solar.
| Simulación de la vista de la Tierra y el Sol desde la perspectiva del centro de la Luna. Muestra los momentos cercanos a los puntos de contacto P1 y P4. |

## Relación con otros eclipses lunares

### Ciclo de Saros
Este eclipse pertenece a la serie Saros 143, siendo el decimoséptimo eclipse lunar de los 72 que conforman dicho período. El anterior eclipse de este período tuvo lugar el 30 de enero de 1991, y el próximo ocurrirá el 20 de febrero de 2027. El primer evento del Saros 143 sucedió el 18 de agosto de 1720 y el último el 5 de octubre de 3000.